# Асеведо, Карлос (футболист)
Карлос Асеведо Лопес (исп. Carlos Acevedo López; род. 19 апреля 1996, Торреон, Коауила) — мексиканский футболист, вратарь клуба «Сантос Лагуна».

## Клубная карьера
Асеведо — воспитанник клуба «Сантос Лагуна» из своего родного города. 21 августа 2016 года в матче против «Курс Асуль» он дебютировал в мексиканской Примере. В 2018 году Карлос помог команде выиграть чемпионат.

## Достижения
«Сантос Лагуна»
- Победитель Лиги MX: Клаусура 2018